# FC Gratkorn
Az FC Gratkorn egy labdarúgóklub Gratkorn-ból, Ausztriából. Jelenleg a Red Zac Erste Liga-ban játszanak.

## Jelenlegi keret
| #  |          | Poszt | Név                    |
| -- | -------- | ----- | ---------------------- |
| 1  | ausztria | K     | Johannes Schwarz       |
| 2  | ausztria | KP    | Rafael Dorn            |
| 4  | ausztria | V     | Markus Edler           |
| 5  | ausztria | V     | Anton Ehmann           |
| 7  | ausztria | V     | Gerald Strafner        |
| 8  | ausztria | KP    | Martin Ehrenreich      |
| 9  | ausztria | CS    | Florian Eibinger       |
| 10 | belgium  | CS    | Georges Panagiotopulos |
| 11 | ausztria | KP    | Gerald Puntigam        |
| 12 | ausztria | CS    | Joachim Parapatits     |
| 13 | ausztria | CS    | Patrick Hölbling       |
| 16 | ausztria | KP    | Bernd Windisch         |

| #  |          | Poszt | Név                |
| -- | -------- | ----- | ------------------ |
| 17 | ausztria | V     | Michael Sauseng    |
| 18 | ausztria | KP    | Thomas Zündel      |
| 19 | ausztria | KP    | Markus Gsellmann   |
| 20 | ausztria | CS    | Daniel Brauneis    |
| 22 | ausztria | V     | Philipp Vorraber   |
| 23 | német    | KP    | Adam Cichon        |
| 24 | ausztria | V     | Wolfgang Taucher   |
| 25 | ausztria | KP    | Matthias Hopfer    |
| 27 | ausztria | K     | Markus Beer        |
| 28 | ausztria | K     | Matthias Götzinger |
| 34 | ausztria | KP    | David Böhmer       |
| –– | ausztria | CS    | Mario Kreimer      |
| –– | ausztria | V     | Marco Perchtold    |

## Külső hivatkozások
- Hivatalos honlap